# Melanitis linga
Melanitis linga är en fjärilsart som beskrevs av Hans Fruhstorfer 1908. Melanitis linga ingår i släktet Melanitis och familjen praktfjärilar. Inga underarter finns listade i Catalogue of Life.